# Marco Conti
Marco Conti (ur. 14 kwietnia 1969 w Rimini) – sanmaryński polityk, kapitan regent San Marino od 1 kwietnia do 1 października 2010.

## Życiorys
Marco Conti urodził się w 1969. Ukończył mechanikę na Instytucie Techniczno-Przemysłowym w Rimini, po czym zdobył dyplom z inżynierii mechanicznej na Uniwersytecie Bolońskim. Od października 1995 do marca 2009 zajmował stanowisko dyrektora Biura Rejestracji Pojazdów w San Marino. Od grudnia 2002 do stycznia 2005 był Koordynatorem Spraw Wewnętrznych i Obrony Cywilnej. W marcu 2009 objął funkcję dyrektora generalnego Urzędu Lotnictwa Cywilnego i Żeglugi Morskiej. Pełnił również funkcję prezesa klubu sportowego S.C. Faetano.
W 1992 został członkiem Chrześcijańsko-Demokratycznej Partii San Marino. W wyborach w czerwcu 2006 dostał się po raz pierwszy z jej ramienia do Wielkiej Rady Generalnej. W wyborach w 2008 uzyskał reelekcję. W parlamencie zasiadł w Komisji Spraw Wewnętrznych. 17 marca 2010 został wybrany przez Wielką Radę Generalną na stanowisko kapitana regenta San Marino. Urząd, razem z Glauco Sansovinim, objął 1 kwietnia 2010 na okres 6 miesięcy.